# Sains-du-Nord
Sains-du-Nord é uma comuna francesa situada no departamento de Norte, na região de Altos da França. População de 3.222 habitantes (1999).